# Фіркович Авраам Самуїлович
Авраам Самуїлович (Самойлович) Фіркович (дав.-євр. אברהם בן שמואל פירכוויץ, псевд.-акронім Эвен Решеф (дав.-євр. אבן רשף — метеор), 2 вересня 1787, Луцьк — 17 (29) червня 1874, Чуфут-Кале) — караїмський письменник і археолог, збирач древніх рукописів, священнослужитель-газзан.

## Біографія

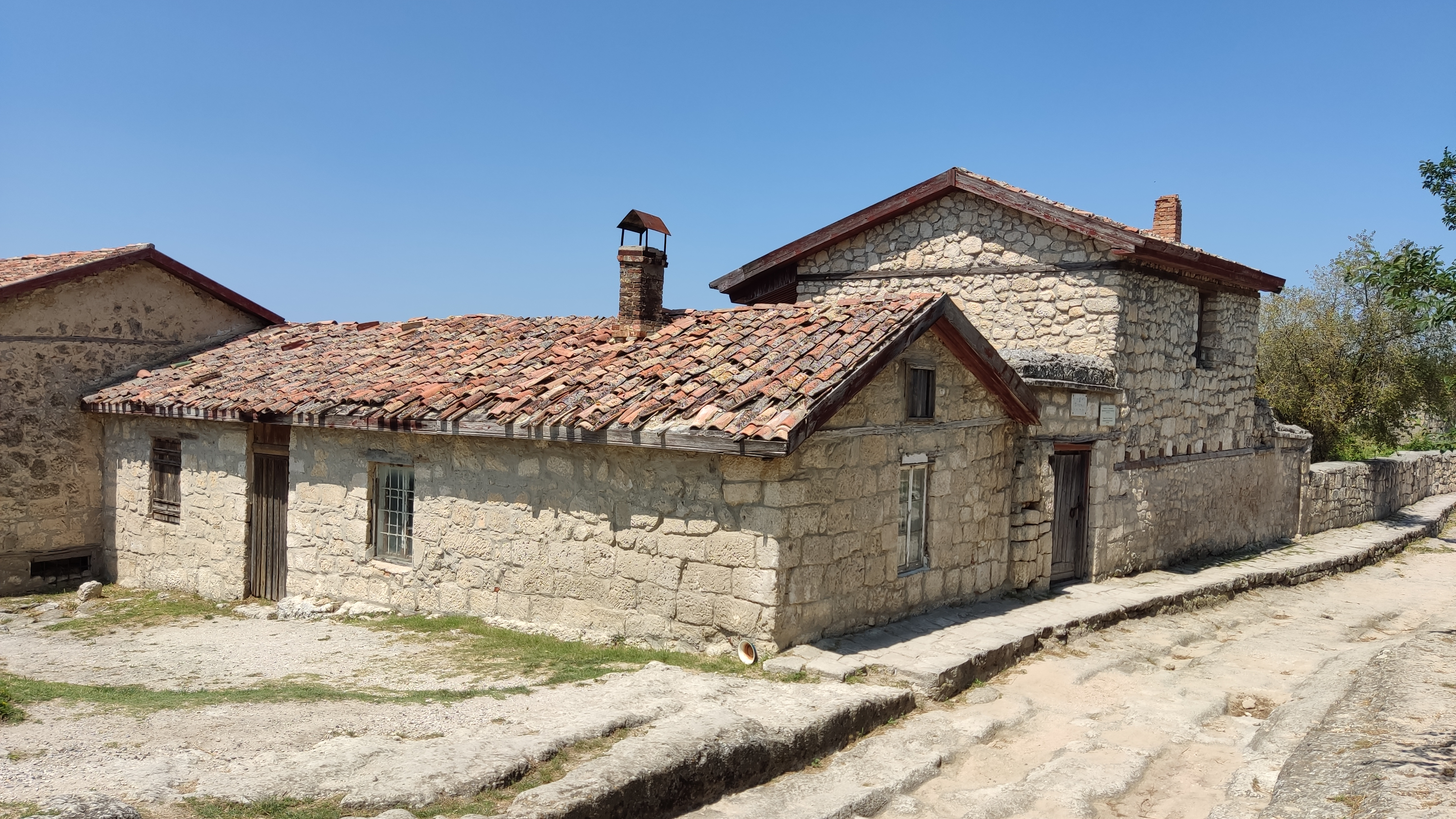
Садиба Фірковича

Народився в сім'ї хлібороба та успадкував господарство, але через невміле ведення справ збанкрутував і у віці 25 років почав вивчати іврит, Біблію та інші релігійні джерела. За кілька років став Меламедом, а у 1818 році став газзаном Луцька. Там у Фірковіча виник конфлікт зі старшим газзаном М. Султанським через різного тлумачення ритуальних законів.
У 1823 році Фіркович переселився до Євпаторії, де став законовчителем. Там він пропонував виселити євреїв з губерній, що прилягали до західних кордонів імперії, аби припинити їх контрабанду та комерційну діяльність. Фіркович також відзначав бажаність переходу євреїв до хліборобської праці. У 1828 році Фиркович жив у Бердичеві, де сперечався з деякими рабинами, які звинувачували його в невігластві і єресі.
У 1863 році Фіркович подорожував по Близькому Сходу з рекомендаційним листом міністерства закордонних справ імперії. У 1865 році оселився у Чуфут-Кале. Здійснював подорожі до Німеччини і Австрії, де познайомився з видатними вченими-орієнталістами. Фіркович похований на старому караїмському кладовищі в Чуфут-Кале.

## Наукова діяльність
Його перша друкована праця, «Маса у-Мріва» (מַסָה וּמְרִיבָה — «Випробування та суперечки»; Євпаторія, 1838), присвячена захисту караїмського віровчення і полеміці з євреями-равиністами. Своїм різким тоном цей твір викликав обурення навіть у карамського духовенства на чолі з гахамом Сімхою Бабовичем, який наказав конфіскувати і знищити всі екземпляри в друкарні.
У 1830–1831 роках, відвідавши Палестину і Константинополь, Авраам Фіркович зібрав колекцію старовинних рукописів, що відносяться до єврейської та караїмської літератури.
Коли в 1839 році у Одесі було засноване Товариство історії та старожитностей, Фіркович отримав відрядження для збирання караїмських старожитностей від глави Караїмського Духовного правління, Сімхи Бабовича, що отримав запит генерал-губернатора Новоросійського краю, графа М. С. Воронцова, з приводу етнічного походження караїмів. Після дворічного мандрування Кримом, Кавказом, а також Палестиною та Єгиптому, Фірковічу вдалося зібрати багату колекцію старовинних книг, рукописів і надгробних написів, зокрема, Кримський рукопис Старого Заповіту (з особливою пунктуацією арамейського тексту), багато самаритянських рукописів і пам'ятки арабської та перської писемності. Велика частина цих колекцій зберігається в Російській національній бібліотеці.
Відкриття А. Фірковічем і дослідження найдавніших пам'яток родового кладовища караїмів у Іосафатовій долині стало науковою сенсацією, викликало глибокий інтерес і отримало високу оцінку ще за життя вченого такими гебраїстами XIX століття, як Б. Штерн, С. Пинскер, Р. Рабинович.

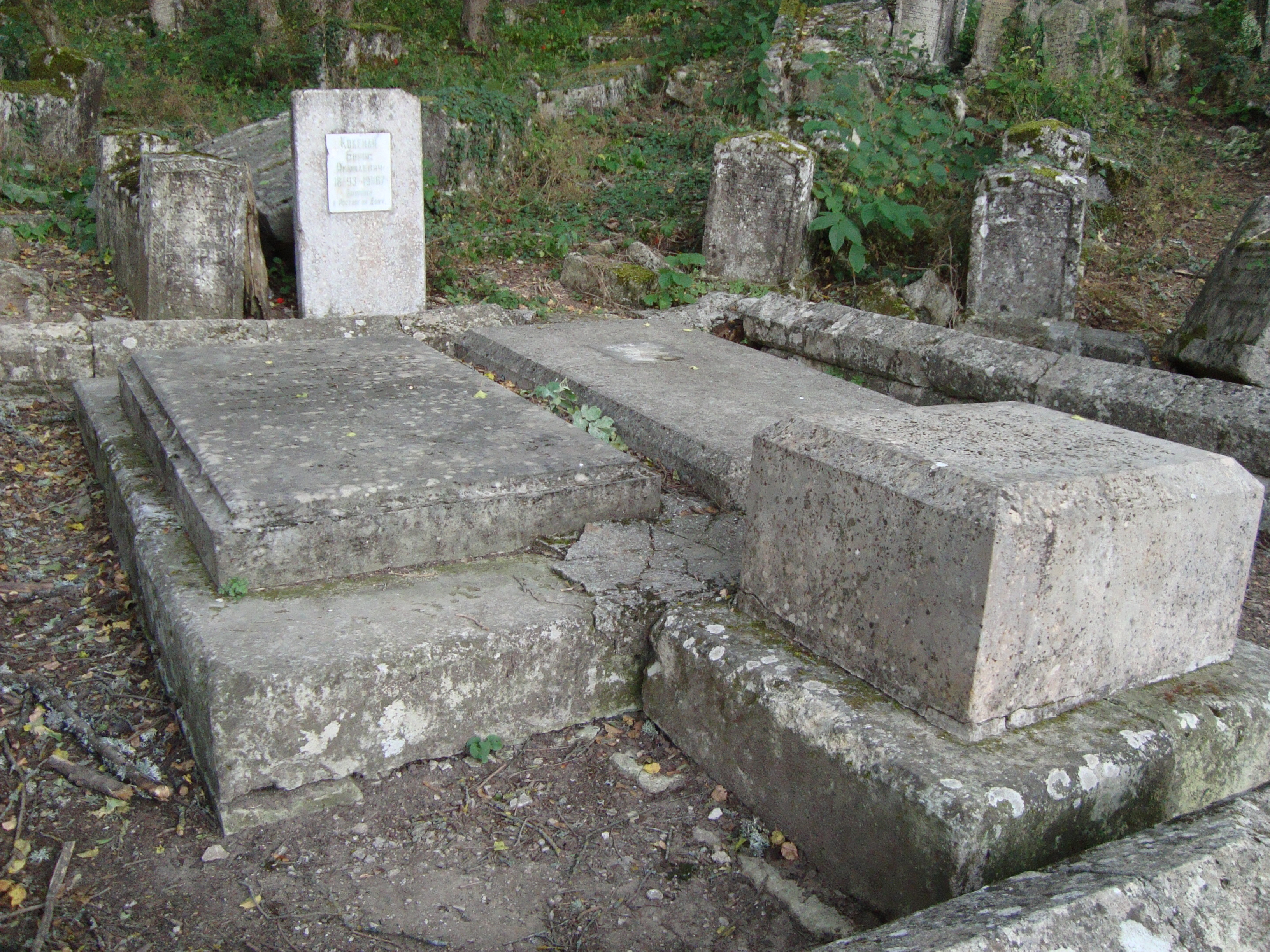
Могила Авраама Фірковіча на кладовищі Чуфут-Кале

На підставі цих знахідок Фіркович зробив заяву про те, що караїми жили в Криму до різдва Христового і тому не повинні нести відповідальність за розп'яття Христа. У 1855 році караїми Тракаю звернулися до російської влади з проханням: на підставі фундаментальних знахідок Фірковіча перестати називати їх «євреями-караїмами» і називати просто «караїмами». Фіркович у 1857 році приєднується до цього прохання. Царський уряд надіслав позитивну відповідь. В цей же час він дає інтерв'ю В. В. Сирокомлі, в якому розповідає про караїмських воїнів, полонених Вітовтом і привезених до Литви, аби охороняти Тракайський замок. Після публікації інтерв'ю та критики еврейських і польських істориків Фіркович публікує спростування в єврейській газеті «Ха-Меліц».
У 1872 році Фиркович публікує книгу «Авне-Зіккарон» (אבני זכרון — «Пам'ятні Камені»), з описом своїх кримських знахідок. Колекції Фірковіча привернули увагу орієнталістів; дослідженням і описом їх займалися Д. А. Хвольсон, А. Я. Гаркаві, Г. Штрак, А. А. Куник та інші. У колекціях Фірковіча виявилося багато цінного матеріалу для історії та літератури євреїв Передньої Азії і Єгипту, включаючи пам'ятники, що відносяться до кримських караїмів, пізнішого походження.
Вже після смерті Фірковіча гебраїст Авраам Якович Гаркаві написав фундаментальну працю «Давньоєврейські пам'ятники з Криму», в якій звинуватив Фірковіча у фальсифікації (зміні дат та імен на деяких рукописах і надгробках), мотивуючи це утилітарною метою, яку переслідував Фіркович: доказами того, що караїми оселилися в Криму до Різдва Христового і не повинні піддаватися однаковим з євреями обмеженням. Суперечка щодо достовірності цих пам'яток викликла у 1870-1880-х роках досить велику літературну дискусію, підробка деяких пам'яток колекції Фірковіча не підлягає сумніву.
В. В. Лебедєв, досліджуючи рукописи «фонду Фірковіча», прийшов до висновку про те, що немає підстав підробки приписувати особисто Фірковічу; скоріш за все, це справа рук попередніх власників, які розраховували таким чином збільшити ціну манускриптів. Що ж стосується кримчаків, то Фіркович стверджував, що вони є нащадками караїмів, які прийняли юдаїзм. Посилаючись на В. В. Григор'єва, караїмами Фиркович визнавав і жителів Хозарського каганату.
Опоненти Фірковіча оскаржують цей висновок, посилаючись на листування Хасдая ібн Шапрута з хозарським царем, відповідно до якої хозари прийняли раббанітскій юдаїзм. На думку Гаркаві, навіть караїмської релігії в період каганату ще не існувало.